# Xenylla thailandensis
Xenylla thailandensis är en urinsektsart som beskrevs av da Gama 1986. Xenylla thailandensis ingår i släktet Xenylla och familjen Hypogastruridae. Inga underarter finns listade i Catalogue of Life.